# Počáteční úloha
Počáteční úloha (také Cauchyho úloha nebo problém počáteční hodnoty) je v matematice v oboru diferenciálních rovnic hledání takového řešení obyčejné diferenciální rovnice, které vyhovuje počáteční podmínce. Počáteční podmínka stanovuje, jaké hodnoty musí mít neznámá funkce (případně i její derivace) v určitém bodě definičního oboru. Za modelování systému se ve fyzice a jiných vědách obvykle považuje vyřešení počáteční úlohy. Diferenciální rovnici lze v tomto případě považovat za rovnici vývoje, která udává, jak se bude systém z daných počátečních podmínek vyvíjet v čase.

## Definice
Počáteční úloha je zadána diferenciální rovnicí
{\displaystyle y'(t)=f(t,y(t))\,}, kde {\displaystyle f:\Omega \subset \mathbb {R} \times \mathbb {R} ^{n}\to \mathbb {R} ^{n}} pro otevřenou množinu {\displaystyle \Omega \,}, která je podmnožinou {\displaystyle \mathbb {R} \times \mathbb {R} ^{n}},
a bodem v definičním oboru funkce
{\displaystyle (t_{0},y_{0})\in \Omega ,}
nazývaným počáteční podmínka.
Řešením počáteční úlohy je taková funkce y, která je řešením diferenciální rovnice a vyhovuje podmínce
{\displaystyle y(t_{0})=y_{0}.\,}
Ve vyšší dimenzi se místo jedné diferenciální rovnice uvažuje soustava rovnic {\displaystyle y_{i}'(t)=f_{i}(t,y_{1}(t),y_{2}(t),...)} a {\displaystyle y(t)} se bere jako vektor {\displaystyle (y_{1}(t),...,y_{n}(t))}. Obecně mohou být podmínky pro neznámou funkci y hodnoty v nekonečněrozměrném prostoru, jakým je například Banachův prostor nebo prostor distribucí.
Použitím derivací v podmínce lze problém počáteční hodnoty rozšířit na vyšší řády, například {\displaystyle y''(t)=f(t,y(t),y'(t))}.

## Existence a jednoznačnost řešení
Pro velkou třídu počátečních úloh lze existenci a jednoznačnost řešení ilustrovat pomocí kalkulátoru.
Picardova–Lindelöfova věta zaručuje jednoznačnost řešení na nějakém intervalu obsahujícím t0 pro ƒ spojitou na oblasti obsahující bod t0 a y0, pokud funkce vyhovuje Lipschitzově podmínce pro proměnnou y.
Důkaz této věty se provádí přeformulováním problému jako ekvivalentu integrální rovnice. Integrál může být považován operátor, který zobrazuje jednu funkci na jinou tak, že řešení je pevným bodem operátoru. Pak se použije Banachova věta o pevném bodě pro důkaz, že existuje jediný pevný bod, který je řešením počáteční úlohy.
Ve starším důkazu Picardovy–Lindelöfovy věta se konstruuje posloupnost funkcí, která konverguje k řešení integrální rovnice a tedy k řešení počáteční úlohy. Tato konstrukce se někdy nazývá „Picardova metoda“ nebo „metoda postupných aproximací“. Jedná se vlastně o speciální případ Banachovy věty o pevném bodě.
Hiroshi Okamura získal nutnou a postačující podmínku, aby bylo řešení počáteční úlohy jednoznačné. Tato podmínka využívá existenci soustavy Ljapunových funkcí.
Ne vždy však je funkce ƒ hladká (třídy C1) nebo dokonce Lipschitzovská, takže lokální existence jednoznačného řešení není zaručena. Podle Peanovy existenční věty však spojitost funkce ƒ postačuje, aby řešení existovalo lokálně v čase; problémem je, že neexistuje záruka jednoznačnosti; výsledek lze nalézt v Coddington & Levinson (1955, Věta 1.3) nebo Robinson (2001, Věta 2.6). Ještě obecnější Carathéodoryho existenční věta zaručuje existenci řešení i pro některé nespojité funkce ƒ.

## Příklady
První příklad
Řešíme rovnici {\displaystyle y'=0.85y} s počáteční podmínkou {\displaystyle y(0)=19}. Hledáme funkci {\displaystyle y(t)}, která vyhovuje oběma rovnicím.
Nejdříve zapíšeme {\displaystyle y'} jako {\displaystyle {\frac {\mathrm {d} y}{\mathrm {d} t}}}:
{\displaystyle {\frac {\mathrm {d} y}{\mathrm {d} t}}=0.85y}
pak přeuspořádáme rovnici, aby {\displaystyle y} bylo na jedné a {\displaystyle t} na druhé straně:
{\displaystyle {\frac {\mathrm {d} y}{y}}=0.85\mathrm {d} t}
a obě strany zintegrujeme (což vnáší integrační konstantu {\displaystyle B}):
{\displaystyle \ln |y|=0.85t+B}
aplikujeme inverzní funkci k logaritmu:
{\displaystyle |y|=e^{B}e^{0.85t}}
zavedeme novou integrační konstantu {\displaystyle C=\pm e^{B}}:
{\displaystyle y=Ce^{0.85t}}.
Nyní potřebujeme nalézt hodnotu {\displaystyle C}. Podle počáteční podmínky {\displaystyle y(0)=19} a dosadíme za {\displaystyle t} 0 a za {\displaystyle y} 19
{\displaystyle 19=Ce^{0.85*0}}
{\displaystyle C=19}
Výsledné řešení je {\displaystyle y(t)=19e^{0.85t}}.
Druhý příklad
Řešením diferenciální rovnice s počáteční podmínkou
{\displaystyle y'+3y=6t+5,\qquad y(0)=3}
je funkce
{\displaystyle y(t)=2e^{-3t}+2t+1.\,}
což lze ověřit dosazením
{\displaystyle {\begin{aligned}y'+3y&={\tfrac {\mathrm {d} }{\mathrm {d} t}}(2e^{-3t}+2t+1)+3(2e^{-3t}+2t+1)\\&=(-6e^{-3t}+2)+(6e^{-3t}+6t+3)\\&=6t+5.\end{aligned}}}